# کالج رادکلیف
کالج رادکلیف (انگلیسی: Radcliffe College) یکی از کالج‌های زنان در ایالات متحده آمریکا بوده و در کمبریج (ماساچوست) واقع شده است. کالج رادکلیف از نهادهای آموزش عالی تک‌جنسیتی و از کالج‌های هنرهای آزاد در آمریکاست که صرفاً زنان را پذیرش می‌کند.